# Résolution 1272 du Conseil de sécurité des Nations unies
Membres permanents
- Chine
- États-Unis
- France
- Royaume-Uni
- Russie

Membres non permanents
- Argentine
- Bahrain
- Brésil
- Canada
- Gabon
- Gambie
- Malaisie
- Namibie
- Pays-Bas
- Slovénie

Résolution no 1271 Résolution no 1273
La résolution 1272 du Conseil de sécurité des Nations unies a été adoptée à l'unanimité le 25 octobre 1999. Après avoir rappelé les résolutions précédentes sur le Timor oriental, en particulier les résolutions 384 (de 1975), 389 (de 1976), 1236 (de 1999), 1246 (de 1999), 1262 (de 1999) et 1264 (de 1999), le Conseil a créé l'Administration transitoire des Nations unies au Timor oriental (ATNUTO), qui était chargée de l'administration du territoire jusqu'à son indépendance en 2002.

## Résolution

### Observations
Le Conseil de sécurité a pris note de la décision prise par le peuple du Timor oriental lors du référendum spécial sur l’autonomie d’entamer un processus de transition sous l’administration des Nations unies vers l’indépendance. La Force internationale pour le Timor oriental (INTERFET) est maintenant déployée et une coopération continue est nécessaire entre le gouvernement indonésien et INTERFET. Dans l'intervalle, le Conseil s'est dit préoccupé par la détérioration de la situation humanitaire due à la violence au Timor oriental qui avait provoqué des déplacements massifs de civils et des violations généralisées du droit international humanitaire et des droits de l'homme.

### Contenu
Agissant en vertu du Chapitre VII de la Charte des Nations unies, le Conseil a autorisé la création de l'ATNUTO, qui aurait l'entière responsabilité de l'administration du Timor oriental et du contrôle de l'exécutif, du législatif et de l'administration de la justice. L’ATNUTO maintiendrait également l’ordre public, aiderait au développement de la fonction publique, faciliterait l’acheminement de l’aide humanitaire, appuierait le renforcement des capacités et établirait une administration et des conditions efficaces pour le développement durable. Les principales composantes de l’ATNUTO consisteraient en :
a) une composante gouvernance et administration publique comprenant 1 640 policiers ;
(b) une composante humanitaire ;
c) une composante militaire avec 8 950 hommes et 200 observateurs militaires.
En outre, l’ATNUTO a été autorisée à prendre toutes les mesures nécessaires pour s’acquitter de son mandat. Le Secrétaire général Kofi Annan devait nommer un représentant spécial à la tête de l’opération et qui aurait le pouvoir d’adopter de nouvelles lois et de suspendre ou d’abroger les lois existantes.
Le Conseil a souligné la nécessité d'une coopération entre l'ATNUTO, l'INTERFET et la population locale en vue, entre autres, de créer une institution indépendante des droits de l'homme. L'INTERFET serait également remplacée par la composante militaire de l'ATNUTO. Une aide humanitaire et une aide à la reconstruction sont nécessaires, y compris la question des réfugiés et des personnes déplacées qui se réinstallent au Timor occidental ou au Timor oriental. Les actes de violence sont condamnés. Le Secrétaire général devait créer un fond d’affectation spécial pour financer l’assistance internationale et il a été prié de fournir des mises à jour régulières sur tous les aspects de la situation au Timor oriental.